# Piel de verano
Piel de verano è un film drammatico del 1961 diretto da Leopoldo Torre Nilsson, tratto dal racconto Convalescencia della scrittrice argentina Beatriz Guido.
Venne presentato alla 22ª Mostra internazionale d'arte cinematografica di Venezia nella sezione "Informativa".
Fu il primo film argentino proposto per l'Oscar al miglior film straniero, senza tuttavia ricevere la nomination.

## Trama
La matura Jou-Jou, corteggiata da un milionario, scopre che il figlio dell'uomo ha davanti solo pochi mesi di vita, poiché malato terminale. Il ragazzo, di nome Martín, è innamorato della nipote di Jou-Jou, la giovane e bella Marcela. Per questo motivo, la nonna convince Marcela a trascorrere del tempo con Martín, pur sapendo che la nipote non ricambia affatto il sentimento.

## Produzione
Come molti dei film di Leopoldo Torre Nilsson, il soggetto è tratto da un libro scritto da sua moglie Beatriz Guido.
Le riprese si svolsero in Uruguay, precisamente nella località marittima di Punta del Este. Quella di sfruttare la luce solare e l'ambientazione estiva fu una scelta tecnica che volle porre in contrasto gli esterni apparentemente positivi e la drammaticità dei contenuti espressi.
La pellicola rappresentò la seconda occasione di collaborazione tra gli attori Graciela Borges e Alfredo Alcón, che avevano già recitato insieme in Zafra di Lucas Demare e che, negli anni successivi, furono protagonisti di importanti film dell'epoca.

## Accoglienza
Il critico della rivista Tiempo de Cine, Antonio A. Salgado, scrisse: "C'è una mancanza di calore in questo film, più preoccupato di copiare una tecnica intima appresa da Antonioni che di creare un'atmosfera di angoscia e solitudine".
Sul quotidiano La Nación, la recensione riportava: "Un linguaggio brillante, quasi satirico, dotato di un'intensità eccezionale nella definizione del clima, ma che soffre anche di debolezze. Dal punto di vista della sua integrità, non supera film come La casa del ángel o La mano en la trampa".
Nel numero del 1988 del National Film Theatre si leggeva: "Torre Nilsson realizza un taglio trionfale dal suo passato barocco ed esplora un mondo sensualmente fresco e luminoso di calde giornate estive, feste in spiaggia e auto veloci".
Fernando Antonio Álvarez su CineFreaks affermò: "La macchina da presa di Babsy (così era chiamato Torre Nilsson in famiglia) arriva dappertutto, avida e curiosa, una volta gli occhi di Marcela, un'altra volta quelli di Martín, e a volte il loro spirito. L'esplosione del cinema, come quel Big Bang degli anni '60, ci attraversa di nuovo, come una boccata d'aria fresca, come un sussurro che si trasforma in un grido dal mare, il momento è giusto, la postura è esatta, l'inquadratura si chiude per portarci un senso di un passato che non va mai perduto perché ciò che era moderno e profondo negli anni '60 sarà moderno e profondo per sempre".